# Pimcore
Pimcore (чит. як Пімкор) — це безкоштовна система керування змістом з вільним і відкритим вихідним кодом, призначена для управління обслуговуванням клієнтів, цифровими активами, відомостями про продукти, багатоканальної публікації і електронної комерції.
Назва системи складається з поєднання скорочення PIM, що розшифровується як англ. Product information management (управління інформацією про продукт), і слова core (ядро, серцевина).

## Історія
30 березня 2017 року розробники оголосили про альфа-випуск п'ятої версії додатка, яка основується на Symfony Framework 3, з орієнтовним офіційним виходом на кінець вересня — початок жовтень 2017 року. Водночас, четверта версія (4.6.3) буде останньою на Zend Framework 1, адже вона дійшла до кінця життя. Оновитись з 4 версії на 5 буде неможливо, тож першу будуть підтримувати до кінця 2018 року, щоб всі користувачі змогли перевстановити додаток і перенести туди данні.

### Історія версій
| Версія  | Номер збірки | Дата релізу       | Опис |
| ------- | ------------ | ----------------- | --- |
| 1.0.3   | 11           | 15 березня 2010   | |
| 1.01    | 468          | 30 липня 2010     | |
| 1.02    | 618          | 20 вересня 2010   | |
| 1.03    | 835          | 14 січня 2011     | |
| 1.04    | 1154         | 18 травня 2011    | |
| 2.0     | 2972         | 5 листопада 2013  | |
| 2.1     | 3103         | 28 лютого 2014    | |
| 2.2     | 3159         | 11 квітня 2014    | |
| 3.0     | 3372         | 15 січня 2015     | |
| 3.01    | 3542         | 14 вересня 2015   | |
| 4.0     | 3777         | 12 травня 2016    | |
| 4.1     | 3816         | 3 червня 2016     | |
| 4.2     | 3900         | 19 липня 2016     | |
| 4.3     | 3932         | 17 серпня 2016    | |
| 4.4     | 4000         | 11 листопада 2016 | - Зафіксована підтримка PHP 5.5 (досяг кінця життя); - Ключі та імена файлів не можуть починатися і закінчуватись крапкою. |
| 4.5     | 4063         | 22 березня 2017   | |
| 4.6     | 4084         | 22 травня 2017    | - Щоб підвищити продуктивність процесу автозавантаження, завантажувач класів Zend Framework був замінений автозавантажувачем Composer всюди, де це було можливо. |
| 5 Alpha |              | 30 березня 2017   | Версія, основана на Symfony Framework 3: - PHP 7.0+ - використовує Docrine DBAL; - видалення інтерфейсу ExtJS 3.4; - Перехід від плагінів до розширень основного фремворку (Symfony Bundles). |
| 5 Beta  | 86           | 3 серпня 2017     | |
| 5.0     | 134          | 3 жовтня 2017     | |
| 5.1     |              | 2 лютого 2018     | Версія включає в себе такі покращення: - Оновлення Symfony до версії 3.4; - Покращення засобів масового редагування об'єктів в табличній сітці, додавання операторів для роботи з даними атрибутів; - Повністю новий інтерфейс і можливості імпорту; - Аналітика та звітність Matomo (раніше відомий як PIWIK); - Встановлення модуля Customer Data Framework. |
| 5.2     |              | 23 лютого 2018    | |
| 6.0     |              | 17 червня 2019    | - PHP 7.2+ - Усталена версія Symfony 4 - Припинена підтримка Internet Explorer 11 - Зміна інтерфейсу |

| Історія | стара версія | поточна версія | альфа-версія | бета-версія |

## Технологія
Pimcore є вебдодатком, що використовує мову програмування PHP і системи керування базами даних MySQL/MariaDB. Компонентно-орієнтовану базову архітектуру Pimcore можна охарактеризувати як найкраще використання Zend Framework, проекту Symfony і провідних архітектурних шаблонів та компонентів на PHP, таких як Composer.
Pimcore слідує умовам об'єктно-орієнтованого програмування, архітектури модель-вид-контролер і останніх парадигм програмування PHP, як простір імен і типажів, суворо дотримуючись стандартів кодування PHP, правил і рекомендацій PHP Framework Interop Group (PSR-1, 2, 3, 4&7).
Починаючи з першого випуску в 2010, Pimcore слідував за суворим API-керованим підходом, пропонуючи обом ядро прикладного програмного інтерфейсу, засноване на PHP і відкриє RESTful API для всієї доступної функціональності і інтеграції зі сторонніми додатками. Ядро Pimcore розширюється за допомогою розширень, компонентів змісту і додатків, що використовують API. Pimcore містить адміністративний внутрішній інтерфейс для керівництва даними і конфігурації системи. Цілий інтерфейс приводиться в дію платформою Sencha ExtJS 6, що надає графічний інтерфейс користувача Pimcore.

## Вимоги до програмного забезпечення
Pimcore — це вебдодаток, що вимагає сумісний HTTP сервер і SQL базу даних. Версія 4.5.0 (22 березня 2017), висуває такі вимоги:
- nginx (рекомендовано) чи Apache v2.2+ із mod_rewrite і підтримкою .htaccess
- MySQL/MariaDB v5.5.3+
- PHP 5.6+ із FPM / FastCGI чи mod_php; можлива робота HHVM, але не тестувався.

### Вимоги до браузера
Pimcore завжди підтримується в двох останніх версіях всіх цих браузерів:
- Google Chrome (рекомендовано);
- Mozilla Firefox;
- Internet Explorer/Edge;
- Safari.

## Зручність використання
Pimcore був підданий критиці за те, що його важко використовувати з налаштуваннями за замовчуванням. Ефективне використання вимагає знання PHP та розуміння Zend Framework.

## Відгуки і визнання

### Нагороди та номінації
| Рік  | Номіновано | Категорія                               | Нагорода                                     | Результат | Дж     |
| ---- | ---------- | --------------------------------------- | -------------------------------------------- | --------- | ------ |
| 2010 | Pimcore    | Most Promising Open Source Project      | Packt Open Source Award                      | Перемога  | [ 7 ]  |
| 2012 | Pimcore    | Open Source                             | Constantinus International Award             | Перемога  | [ 8 ]  |
| 2012 | Pimcore    | Informationstechnologie                 | Constantinus International Award             | Номінація | [ 8 ]  |
| 2013 | Pimcore    | E-Commerce, m-Commerce und b2b Services | Staatspreis Multimedia und e-Business        | Перемога  | [ 9 ]  |
| 2016 | Pimcore    | Content Management Systems              | Frost & Sullivan Technology Innovation Award | Перемога  | [ 10 ] |

### Статті та рейтинги
- 3 Popular Zend Framework Based CMS (29 квітня 2010)[11]
- PHPmagazine article about pimcore (6 жовтня 2010)[12]
- Інтерв'ю з розробниками Pimcore (29 жовтня 2010)[13]
- Pimcore article in the leading German PHP blog «PHP Gangsta» (23 грудня 2010)[14]
- CMS-Quickvote: Pimcore places second in Germany[15]
- Article in German PHP Magazin 2/2014: Individuelle und personalisierbare Websites mit pimcore 2.0 (Травень 2014)[16]
- Pimcore 3.0 mit neu geschriebenem Core erschienen[17]
- 15 Leading Product Information Management (PIM) Software Solutions for Retailers (Лютий 2015)[18]
- Pimcore is voting member of the PHP Framework Interoperability Group (Серпень 2016)[19]
- Magic Quadrant for Master Data Management Solutions (Жовтень 2017)[20]